# Гуа бао

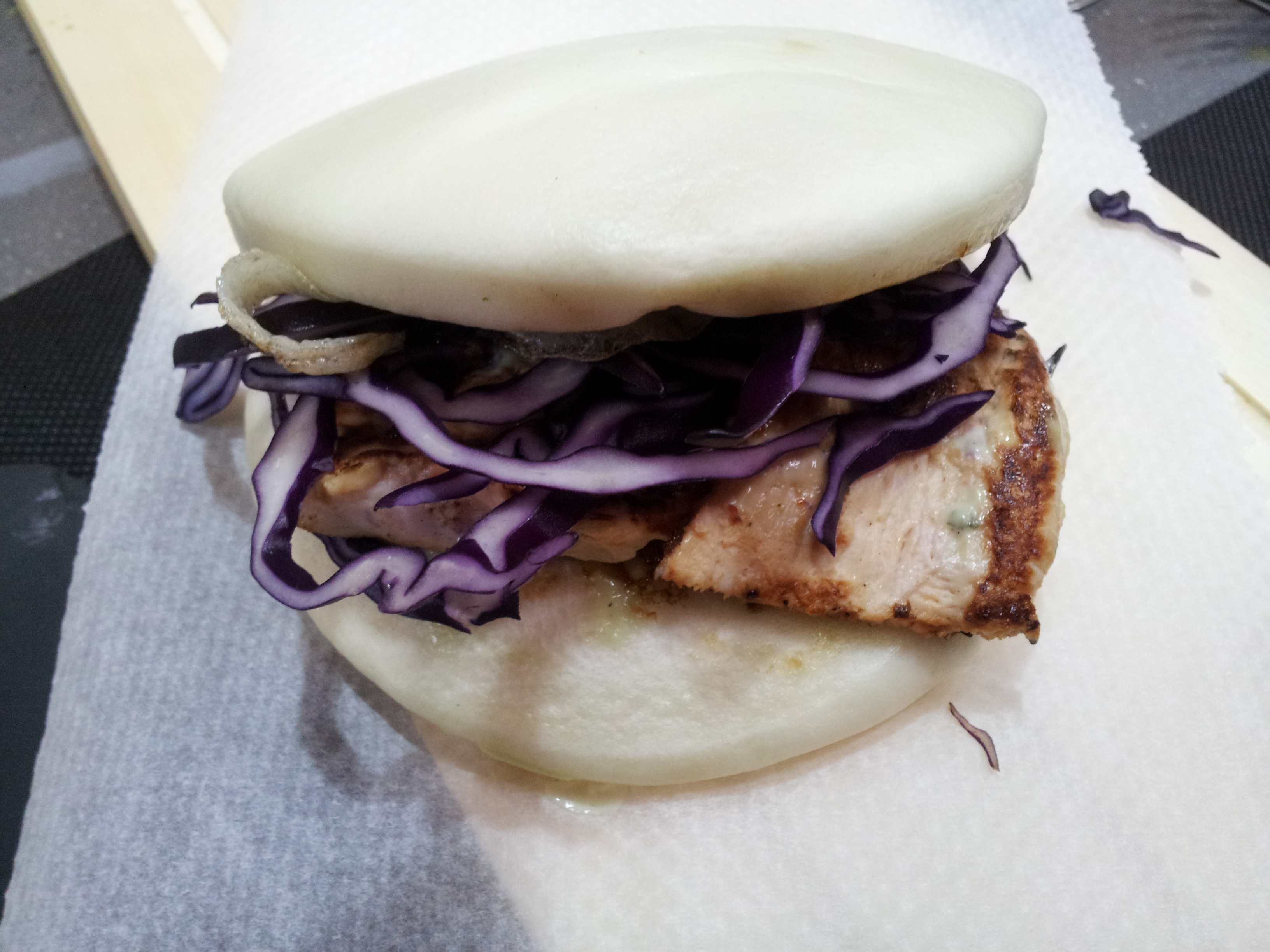

Гуа-бао (кит. трад. 割包, упр. 刈包, пиньинь guàbāo, буквально: «резать хлеб») — тайваньская уличная еда, также известна под такими названиями, как тайваньский гамбургер, тайваньский сэндвич с беконом. Это очень простое блюдо, которое состоит из приготовленного на пару хлеба с вкусной начинкой внутри. На Тайване эти булочки называют «Ху-Ка-Ти», что означает «тигр кусает свинью».

## История
На остров Тайвань Гуа-бао были завезены иммигрантами из провинции Фучжоу, после чего ингредиенты были заменены в соответствие со вкусами местных жителей.
В Гонконге они известны как ча-бао, что означает «вилочные булочки», так как бутерброды обычно прокалываются зубочисткой или деревянным шпажками, чтобы начинка была на месте.
В Японии их называют kakuni manju (角 煮 饅頭) и продаются как китайские закуски. Это особенность китайского квартала Нагасаки, продававшегося в Японии на протяжении веков из-за большого количества иммигрантов из Фучжоу и исторических отношений между Фучжоу и Нагасаки.

### Настоящие время
Гуа-бао стал популярным на западе благодаря шеф-повару Дэвиду Чангу, хотя он говорит, что даже не знал, что Гуа-бао блюдо уже существует, потому что его рецепт был заимствован из Пекина и Восточного сада китайского квартала Манхэттена, где подавали утку по-пекински на хлебе из листьев лотоса, а не в традиционном стиле, и он назвал их булочки свиная грудинка. Название «Гуа-бао» использовалось и популяризировалось шеф-поваром Эдди Хуаном, когда он открыл свой ресторан BaoHaus.
В Соединенных Штатах, а именно в Нью-Йорке имеется значительное население из провинции Фучжоу, где Гуа-бао является популярным блюдом и в ресторанах продается вместе с другими культовыми блюдами из Фучжоу, таких как рыбные шарики и свинина с личи.
В Соединенном Королевстве, они часто называют булочками Хирата, в честь Масаси Хирата, исполнительного шеф-повара Ippudo в Нью-Йорке, так как многие рестораны в которых продается рамэн начали применять практику продажи вместе со своими блюдами из рамэна из-за влияния «Момофуку» (кулинарный бренд) и удовлетворить высокий спрос со стороны клиентов, которые ошибочно полагали, что они являются одним из основных ресторанов рамэна.
Существует много новых Гуа-бао, которые включают паназиатский фьюжн или не китайскую начинку между булочками из листьев лотоса, такие как кимчхи или карааге. Хотя технически они вовсе не являются Гуа-бао, так как они не включают свиную грудинку.